# Mexichthonius pacal
Mexichthonius pacal es una especie de arácnido  del orden
Pseudoscorpionida de la familia Chthoniidae.

## Distribución geográfica
Se encuentra en México.